# José Marina Vega

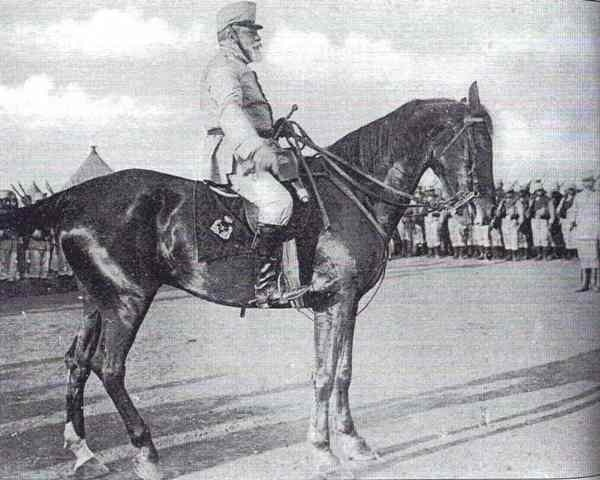
El general de Divisió José Marina Vega, Comandant General de Melilla, passa revista a les tropes, Segona Campanya de Melilla, 1909.

José Marina Vega   (Figueres, 13 d'abril de 1850 - Madrid, 30 de gener de 1926) va ser un militar i polític espanyol

## Biografia
Fill d'un militar, el 1856 es traslladà amb la seva família a Luzón (Filipines), d'on tornaria el 1862. El 1863 ingressa al Batalló de Caçadors de Llerena, i el 1866 demana ser destinat a les Filipines, on el 1867 és ascendit a tinent.
Veterà capità i comandant en la tercera guerra carlina (1872-1876), lluità com a coronel de 1893 a 1898 a les Filipines i a Cuba al costat del general africanista Camilo García de Polavieja (1838-1914).
També fou governador civil de Barcelona (1899), governador militar de València, 1902, sotssecretari del Ministeri de la Guerra, governador militar de Melilla a partir de 1905, ciutat nord-africana ocupada en 1498, intervenint en les accions militars espanyoles de 1909, amb mobilitzacions de reservistes enviats des de la Península i amb profundes pertorbacions de l'ordre públic a Barcelona del 26 de juliol al 2 d'agost de 1909, conegudes com a Setmana Tràgica.
Finalment, per la seva duresa repressiva a la zona amaziga entorn de Melilla obtindria la promoció a tinent general i comandant en cap de l'exèrcit operant, substituint a l'aleshores capità Miguel Primo de Rivera el 17 d'octubre de 1917 en el Ministeri de la Guerra fins al seu abandó voluntari l'any següent, durant el govern nacional presidit per Antoni Maura i Montaner. Fou nomenat el 22 de març de 1918 ministre de la Guerra, cartera que va ocupar fins a novembre d'aquell any. Posteriorment va ser senador vitalici des de 1919 fins a la seva mort en 1926.